# Крепен (Рајна-Палатинат)
Крепен (њем. Kröppen) општина је у њемачкој савезној држави Рајна-Палатинат. Једно је од 84 општинска средишта округа Југозападни Палатинат. Према процјени из 2010. у општини је живјело 764 становника. Посједује регионалну шифру (AGS) 7340026.

## Географски и демографски подаци
Крепен се налази у савезној држави Рајна-Палатинат у округу Југозападни Палатинат. Општина се налази на надморској висини од 325 метара. Површина општине износи 10,5 km². У самом мјесту је, према процјени из 2010. године, живјело 764 становника. Просјечна густина становништва износи 73 становника/km².